# Portalet
Portalet (em aragonês:  O Portalet dera Nieu) é um passo de montanha nos Pirenéus, na fronteira entre Espanha e França, a 1794 m de altitude, que comunica os vales de Tena (província de Huesca) e Ossau (Bearn). A vertente espanhola pertence ao município aragonês de Sallent de Gállego, constituindo o lugar de nascimento do rio Gállego.
Chama-se d'Aneu porque recebe o nome de um pico, o Aneu (2364 metros), que se ergue nas imediações.
Este passo de montanha foi visitado uma só vez pelo Tour de France, em 1991, na 13.ª etapa entre Jaca e Val-Louron. O belga Peter De Clercq passou em primeiro lugar.